# إسون
إسُون أو إيسون (بالفرنسية: Essonne) هو إقليم فرنسي تابع لمنطقة إيل دي فرانس. عدد سكانه 1198273 و رقمه التسلسلي هو 91 .

تعليق

تعليق

## توأمة
لإيسون (إقليم فرنسي) اتفاقيات توأمة مع:
- إيباراكي

## معرض صور

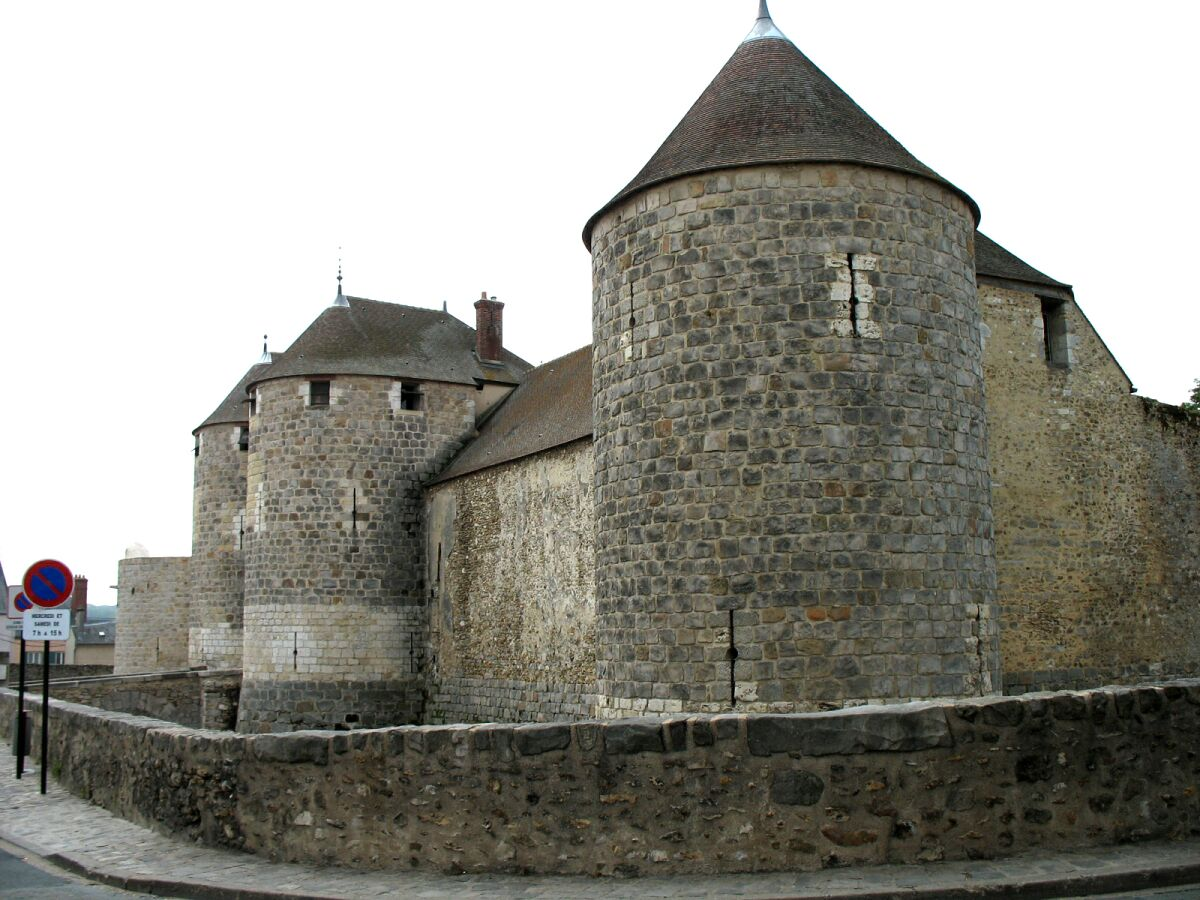
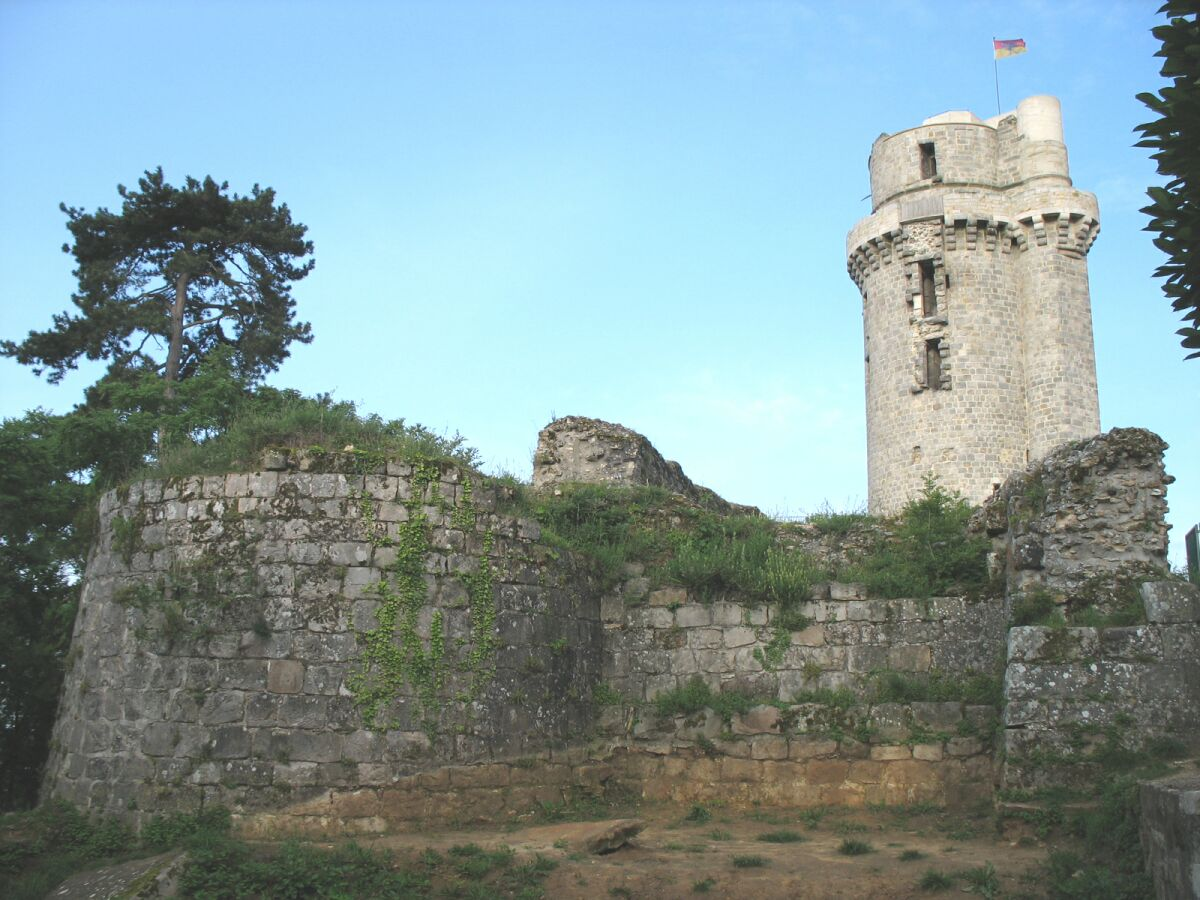
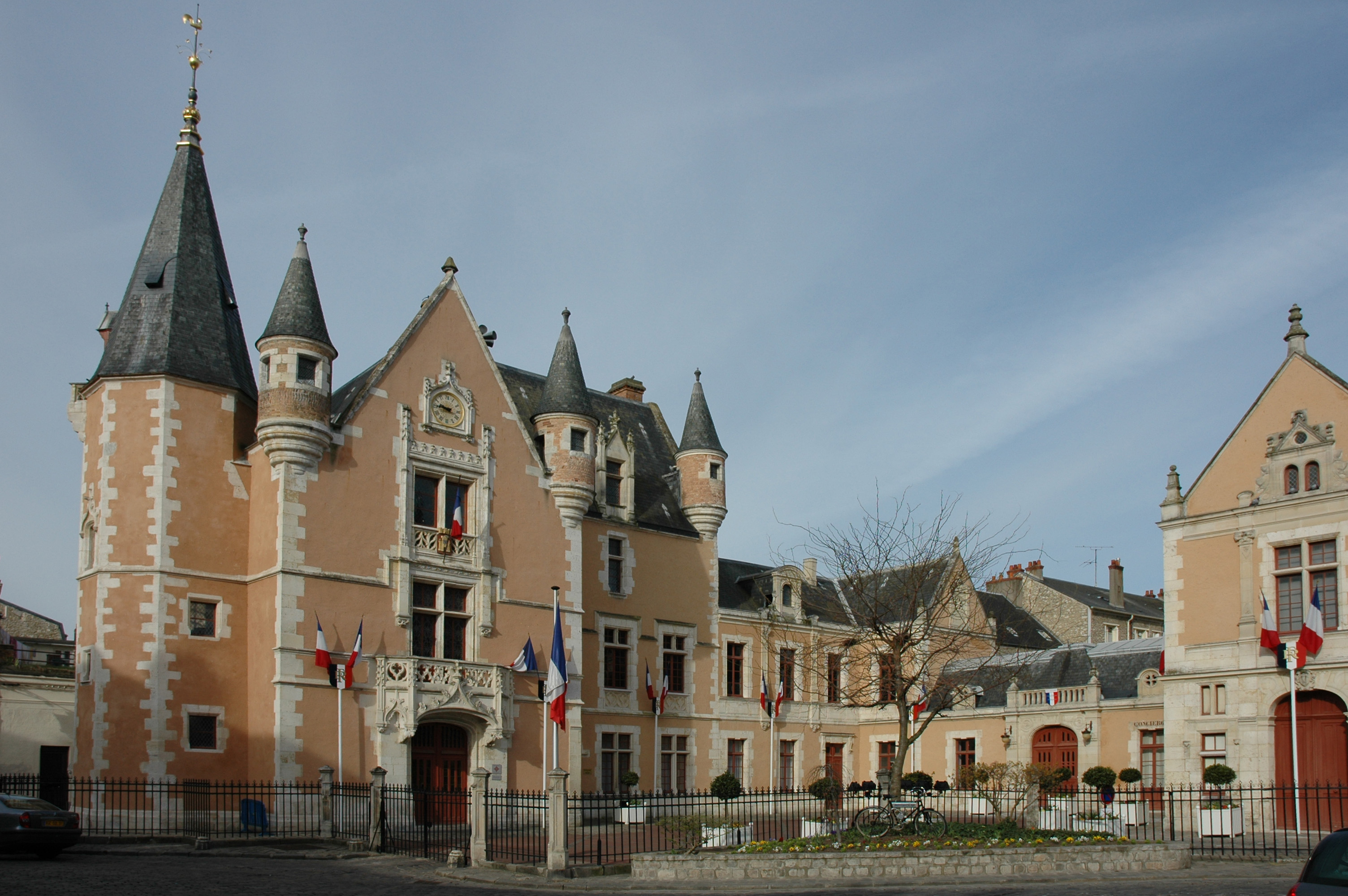

## أعلام
- ألبرت بوفيت
- جون كارتن
- فرناند ليجيه